# 전영석
전영석(1898년 8월 1일~?)은 대한민국의 정치인이다. 제4대 국회의원을 지냈다.

## 역대 선거 결과
|  | 11.09% |

|  | 15.83% |

|  | 44.37% |

|  | 20.21% |